# Setodes bracteatus
Setodes bracteatus är en nattsländeart som beskrevs av Arturs Neboiss 1982. Setodes bracteatus ingår i släktet Setodes och familjen långhornssländor. Inga underarter finns listade i Catalogue of Life.